# Mário Spínola Teixeira
Mário Spínola Teixeira (Caetité, 19 de abril de 1880 - Guanambi, 21 de fevereiro de 1958) foi um engenheiro agrônomo, industrial e político brasileiro, meio-irmão e primo do educador Anísio Teixeira e que se notabilizou por ter sido uma das lideranças responsáveis pela emancipação e desenvolvimento da cidade de Guanambi, onde foi prefeito e pioneiro na industrialização do algodão.
Em registro feito pela Câmara Municipal de Guanambi, "O Engenheiro Mario Spinola Teixeira, de família tradicional e bastante influente em Caetité, sonhava em construir seu próprio “império”, e como ditava o coronelismo latente em suas veias, ser “dono” do recém criado município de Guanambi, pratica bastante comum dos homens de seu tempo" (sic).

## Biografia
Era filho do segundo casamento do médico Deocleciano Pires Teixeira com Maria Rita de Souza Spínola Teixeira. Formou-se engenheiro agrônomo em São Bento das Lajes em 1898 e, "temperamento enérgico e vibrátil", dedicou-se logo a seguir ao comércio e aos negócios.
Ainda vivendo em Caetité foi, ao lado do tio Aristides Spínola, do cunhado Joaquim Manoel Rodrigues Lima Júnior, do Tenente Coronel Otacílio Rodrigues Lima e de João Gumes, um dos fundadores em 1905 do então denominado Centro Psychico de Caiteté, hoje o Centro Espírita Aristides Spínola, pioneiro do kardecismo no sertão e considerado o mais antigo do estado ainda em atividade.
Mário cuidava dos negócios da família em Monte Alto. Ali consignou, em ata eleitoral de 10 de novembro de 1907,  “considerações a respeito das violências e arbitrariedades que tem havido durante o último pleito eleitoral” no distrito de Bela Flor e, alegando vícios no pleito, forçou sua anulação e realização de nova eleição para intendente e conselheiros, sendo ele próprio então eleito conselheiro, assim como lideranças aliadas em Bela Flor, como o major Benedito Ferreira Costa e o coronel Gustavo Bezerra. Em Monte Alto nasceram três dos seus filhos, mas estes só foram registrados em Bela Flor, em 1913.
Aos vinte e sete anos de idade, mudou-se para Guanambi e ali implantou, em 1910, a "Empresa Industrial Sertaneja", que foi no dizer do pesquisador Fernando Donato Vasconcelos a "primeira fábrica de óleo e beneficiamento de algodão e arroz do arraial, tendo como sócios minoritários vários familiares, como o cunhado Joaquim Manoel Rodrigues Lima Junior (filho do falecido ex-governador), e o coronel Gustavo Bezerra". Vivia a então "vila de Bela Flor" um clima de disputas muitas vezes resolvidas de modo violento, como o que em 3 de setembro de 1911 levou João Marcelino da Silva, conhecido como João Coureiro, a ser morto e a matar o coronel Gustavo Bezerra, aliado de Mário.  A violência que ditava as ações em Guanambi ficou patenteada em carta enviada por Mário ao pai, em 27 de setembro de 1923, onde dizia que um tenente local esperava a chegada de 35 praças e, dentre outras ações, colocariam "fogo aqui na fábrica". Nesta época o coronel Balbino Cajaíba, genro do líder contrário a Deocleciano em Caetité, Coronel José Antônio de Castro Tanajura (Coronel José Antoninho), intendente na cidade vizinha, fora nomeado delegado, e havia tal receio de que fosse feita sua prisão que um habeas corpus preventivo chegou a ser impetrado e, ante a inimizade com o governador J. J. Seabra, chegaram a pedir a intercessão de Horácio de Matos. A eleição de 1923, que levou ao poder o oposicionista Goes Calmon, deu à família Teixeira o poder em Caetité, Guanambi, Monte Alto e Urandi, sendo ainda convencido o líder seabrista de Caculé.

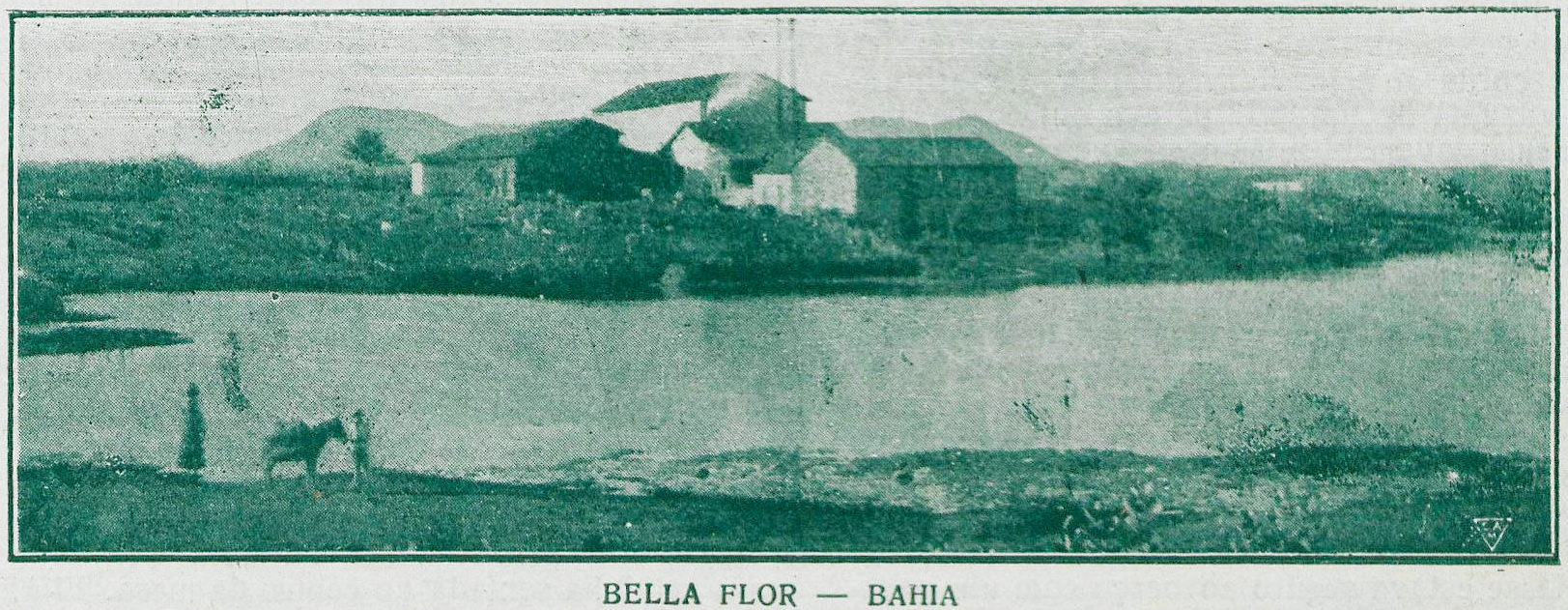
Empresa Industrial Sertaneja, foto de "Bahia Illustrada", janeiro de 1920.

Registrou o líder político Vilobaldo Freitas que no governo de Luiz Viana (1896-1900) no povoado onde viria a se constituir a cidade de Guanambi o governo investira a, na época, fortuna de um conto de réis para a ampliação de uma lagoa e, assim, assegurar o fornecimento de água durante as estiagens, o que permitiu a Mário Teixeira ali instalar a usina pioneira de beneficiamento de algodão, em 1912, visando abastecer o incipiente surgimento de indústria têxtil no estado. Sua iniciativa pioneira logo foi seguida por outros empreendimentos e pelo cultivo de extensas plantações desta cultura, motivando a criação em 1916 do "Centro Industrial do Algodão" de modo que, durante muitas décadas, foi este setor o carro-chefe da economia guanambiense.
Mário foi casado com Virginia de Oliveira, esposa que morreu em Bela Flor no ano de 1917. Ali a produção da sua indústria progredia, sendo remetida em lombo de burros até a cidade de Carinhanha: as tropas com vinte e cinco animais, cada qual carregava em média 96 a 100 kg de carga. Registrou Fernando Vasconcelos que (em Creative Commons): "O quadro político no arraial, à medida que se aproximava a emancipação, tornava-se mais definido; e a disputa pelo poder local, cada vez mais acirrada, consolidando-se o grupo composto por Balbino e seu sobrinho, major João Exalto; José Carlos da Silva e seus filhos, capitão Augusto Carlos e major Alípio Carlos. Também integravam o grupo o coronel Gasparino Pereira Costa; o major Benedito Ferreira Costa, um sobrinho e cunhado deste; o capitão José Ferreira Costa, que viria a ser prefeito por cerca de 10 anos, a partir dos anos 1930. Do outro lado, consolidou-se o grupo composto por Mário Spinola Teixeira, o coronel Policarpo Ribeiro e seu genro, e o médico Francisco Fernandes. Estabelecia-se de vez a mesma polarização política de Caetité entre “morcegos” e “caititus”".

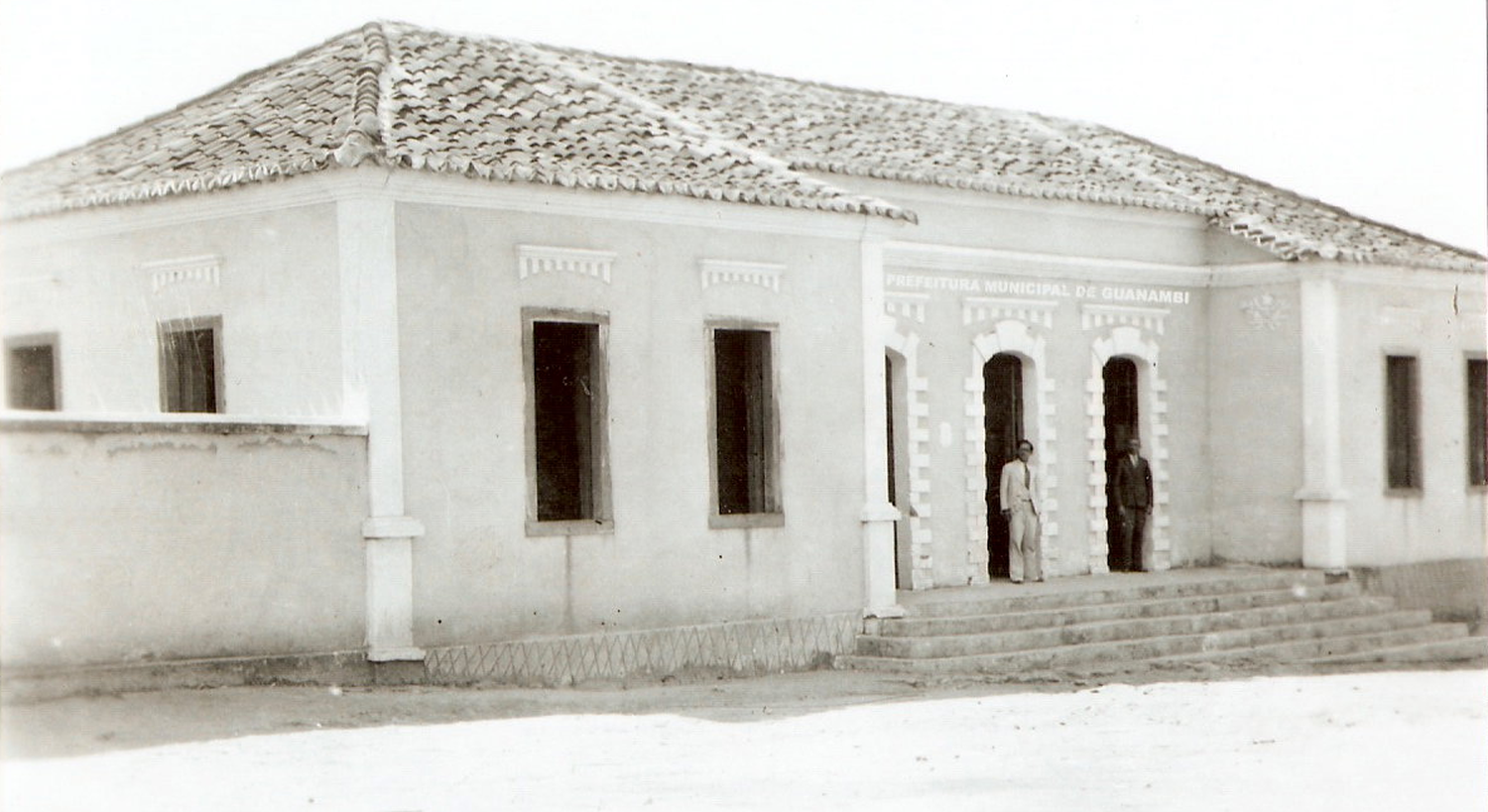
A prefeitura municipal, inaugurada na gestão de Mário Teixeira em 1925

Com a emancipação de Guanambi em 1919, Mário veio a ser uma das principais lideranças da nova cidade, reproduzindo ali o quadro político de Caetité, onde os grupos liderados de um lado por seu pai Deocleciano, e do outro o coronel José Antoninho (José Antônio de Castro Tanajura) e pelos irmãos José Antônio (coronel Cazuzinha) e Otacílio Rodrigues Lima, que recebiam os nomes de “caititus” e “morcegos”.
Em 1924 Mário foi eleito prefeito de Guanambi, um pleito influenciado pela vitória ao governo do estado de Góes Calmon, apoiado pela família. Em 1925 os Teixeira elegem seu irmão Oscar como deputado; na administração Mário inaugura a primeira sede da prefeitura, naquele mesmo ano. O período foi marcado pela passagem da Coluna Miguel Costa-Prestes na região. Contraditoriamente, relato histórico na página da Câmara registra que "Com a posse de Góes Calmon para o Governo da Bahia, Mario  Spínola enfrentou varias dificuldades na administração do município por não contar com o apoio do novo governador, enfraquecendo o seu poder e provocando lutas em Guanambi, com direito a jagunços e perseguições".
Com a morte de Deocleciano, em 1930, e instalada a revolução de Vargas, os Teixeira (caititus) haviam caído no ostracismo e Oscar, que seria o herdeiro político do pai em Caetité, muda-se para Guanambi onde Mário exercia a chefia política local. Com o estourar da Revolução de 1930, Mário foi o principal articulador no alto sertão.
Morreu em 1956, causando grande impacto na sociedade guanambiense, especialmente porque aquele era um ano eleitoral e o grupo que tinha por líderes Mário  e Vilobaldo Neves Freitas havia perdido o poder na eleição anterior para uma aliança inédita dos adversários Joaquim José Fernandes e Pedro Francisco de Moraes, que haviam feito prefeito ao médico José Humberto Nunes.